# 东莞松山湖未来学校
东莞松山湖未来学校，简称莞未或未来学校，是一所位于东莞市的公办完全中学，由东莞市教育局直接管理。
2019年，东莞市政府、东莞市住房和城乡建设局（原东莞市城乡规划委员会）提出建设未来学校的设想。东莞松山湖未来学校于2021年4月正式开工，2022年9月投入使用。
东莞松山湖未来学校是东莞市教育局认定的办学水平较高的高中之一，为东莞市教育局指定参加东莞市高中阶段学校名额分配（指标分配）招生系统的八所办学水平较高的公办学校之一。

## 历史
2019年，东莞市人民政府、东莞市住房和城乡建设局（原东莞市城乡规划委员会）提出建设未来学校的设想，选址于松山湖园区南部。
2019年，东莞松山湖未来学校教育集团正式成立。
2021年4月，东莞松山湖未来学校开工建设。
2021年12月，中共东莞市委、东莞市人民政府在《东莞市教育事业发展第十四个五年规划和2035年远景目标纲要》中提出建设松山湖未来学校并将其打造成为区域教育高质量发展创新示范学校。
2022年9月，东莞松山湖未来学校投入使用。

## 集团化办学
东莞松山湖未来学校教育（集团）于2019年成立。东莞松山湖未来学校教育集团现有6所中小学，分别为：
- 东莞松山湖未来学校
- 东莞松山湖未来学校教育（集团）东莞市沙田中学
- 东莞松山湖未来学校沙田实验中学
- 东莞市松山湖实验中学
- 东莞松山湖实验小学
- 东莞市松山湖第一小学

## 优秀校友
- 尹航航

## 外部連結
- 东莞松山湖未来学校